# نادي هارتبيرغ
نادي هارتبيرغ هو نادي كرة قدم نمساوي يلعب في الدوري النمساوي،تأسس النادي في عام 1946.